# 大反屈変形二十・十二面体
大反屈変形二十・十二面体（だいはんくつへんけいにじゅうじゅうにめんたい、Great retrosnub icosidodecahedron）または大逆反屈変形二十・十二面体（だいぎゃくはんくつへんけいにじゅうじゅうにめんたい、Great inverted retrosnub icosidodecahedron）とは、一様多面体の一種であり、大星型十二面体または大二十面体の面を特殊な形でねじったものの一つである。同じく大星型十二面体または大二十面体をねじった形としては大変形二十・十二面体と大逆変形二十・十二面体が存在。

## 性質
- 構成面: 正三角形80枚、正5/2角形12枚
- 辺: 150
- 頂点: 60
- 頂点形状: (3, 3, 3, 3, 5/2)/2
- シュレーフリ記号: sr{5/3, 3/2}
- ワイソフ記号: | 3/2 5/3 2
- 枠: 面が正確な正多角形ではない変形十二面体
- 双対: 大五線星型六十面体（英語版）